# Флури, Ясмин
Я́смин Флу́ри (нем. Jasmine Flury; 16 сентября 1993 года в Давосе, Швейцария) — швейцарская горнолыжница, чемпионка мира 2023 года в скоростном спуске, победительница 2 этапа Кубка мира. Участница Олимпийских игр 2018 и 2022 годов. Специализируется в скоростных дисциплинах.

## Биография и спортивная карьера

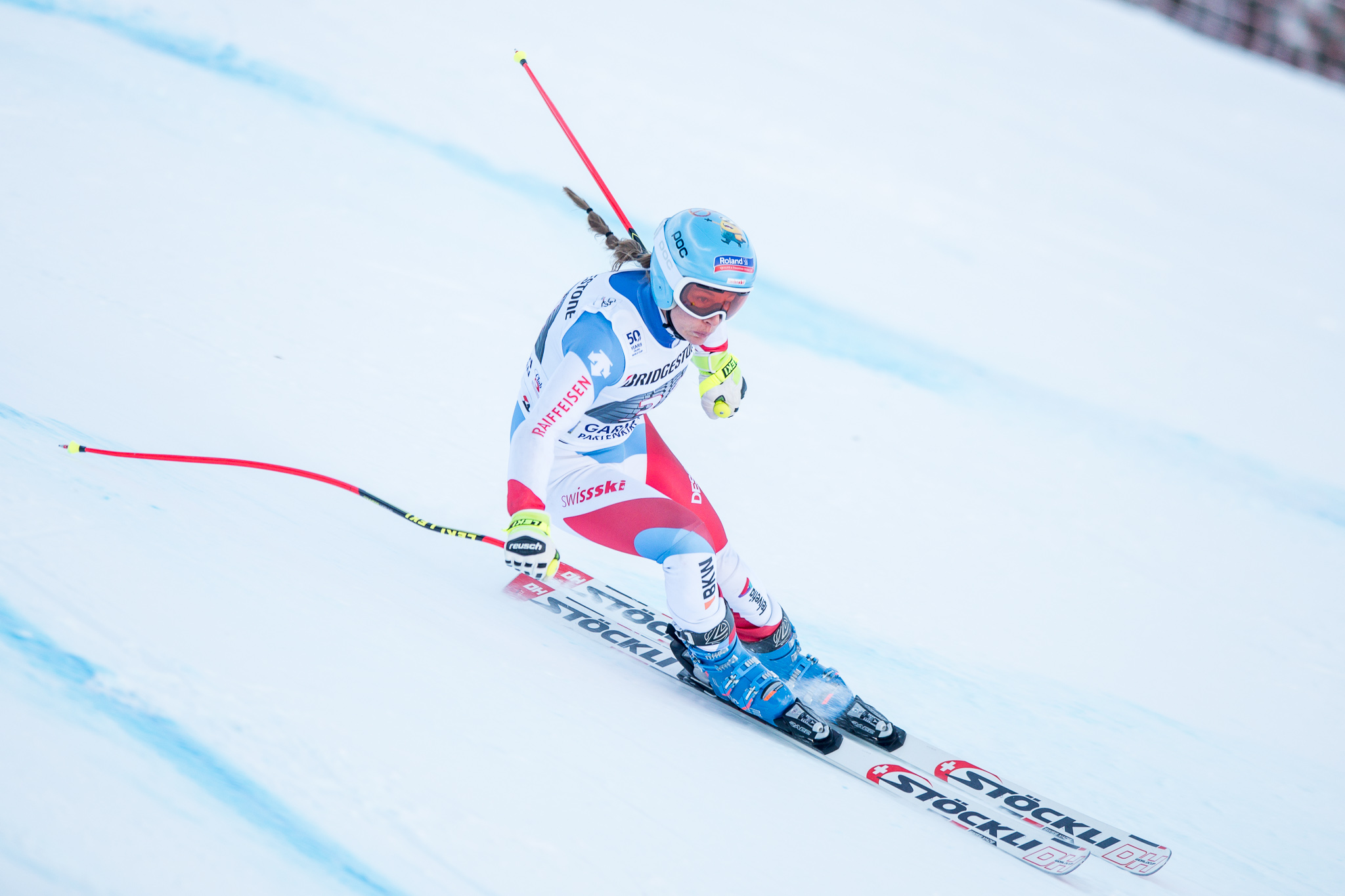
2017 год

Флури выросла в Давосе и в возрасте трёх лет встала на лыжи. В одиннадцатилетнем возрасте она впервые приняла участие в межрегиональных и национальных молодежных соревнованиях по горнолыжному спорту. В декабре 2008 года она дебютировала на международных спортивных состязаниях организованных международной федераций лыжного спорта. В феврале 2009 года она одержала свою первую победу. В январе 2010 года она впервые выступила на этапе Кубка Европы было в январе 2010 года.
В марте 2011 года Флури одержала победу в супергиганте в национальном чемпионате. Своего первого подиума на этапах Кубка Европы она достигла 7 февраля 2012 года в Ясне. 11 января 2014 года она дебютировала на этапе Кубка мира в Цаухензе, где заняла 33-е место в скоростном спуске.
В сезоне 2014/15 годов Флури выиграла три гонки на этапах Кубка Европы. Она стала третьей в общем зачёте этого соревнования, а также второй в скоростном спуске и супергиганте.
Из-за травмы бедра она не смогла принять участие ни в одной гонке в сезоне 2015/16. Свои первые очки на Кубке мира она завоевала 18 декабря 2016 года, заняв 11-е место в супергиганте Валь-д'Изере. 9 декабря 2017 года Флури отпраздновала свою первую победу на этапах Кубка мира, победив в супергиганте в Санкт-Морице.
На чемпионате мира 2017 года в швейцарском Санкт-Морице, Ясмин выступила в скоростном спуске, где стала 12-й, а в супергиганте заняла 17-е место.
На зимних Олимпийских играх в Пхёнчхане, Флури приняла участие в соревнованиях в супергиганте и заняла 27-е место.
В 2019 году на чемпионате мира в шведском Оре швейцарка не финишировала в супергиганте, в скоростном спуске стала 20-й.
29 января 2022 года второй раз сумела попасть в тройку лучших на этапе Кубка мира, заняв второе место в скоростном спуске в Гармиш-Партенкирхене, уступив 0,51 сек Коринн Зутер.
На Олимпийских играх 2022 года в Пекине заняла 15-е место в скоростном спуске и 12-е место в супергиганте.
В феврале 2023 года на чемпионате мира в Мерибеле неожиданно завоевала золото в скоростном спуске, опередив на 0,04 сек Нину Ортлиб. До победы на чемпионате мира Ясмин только дважды попадала в тройку лучших на этапах Кубка мира, в том числе один раз заняла второе место в скоростном спуске в январе 2022 года.
16 декабря 2023 года впервые выиграла скоростной спуск на этапе Кубка мира, победив в Валь-д’Изере.

## Выступления на крупнейших соревнованиях

### Зимние Олимпийские игры
| Олимпийские игры | Скоростной спуск | Супергигант | Гигантский слалом | Слалом | Комбинация | Команды |
| ---------------- | ---------------- | ----------- | ----------------- | ------ | ---------- | ------- |
| 2018 Пхёнчхан    | DNF              | 27          | —                 | —      | —          | —       |
| 2022 Пекин       | 15               | 12          | —                 | —      | —          | —       |

### Чемпионаты мира
| Чемпионат мира         | Скоростной спуск | Супергигант  | Гигантский слалом | Слалом       | Комбинация   | Команды      | Паралл. гигантский слалом |
| ---------------------- | ---------------- | ------------ | ----------------- | ------------ | ------------ | ------------ | ------------------------- |
| 2017 Санкт-Мориц       | 12               | 17           | —                 | —            | —            | —            | н/д                       |
| 2019 Оре               | 20               | DNF          | —                 | —            | DNS SL       | —            | н/д                       |
| 2021 Кортина-д’Ампеццо | не выступала     | не выступала | не выступала      | не выступала | не выступала | не выступала | не выступала              |
| 2023 Мерибель          | 1                | 22           | —                 | —            | —            | —            | —                         |

### Кубок мира

#### Призовые места на этапах Кубка мира (4)
| № | Сезон   | Дата        | Место проведения    | Дисциплина       | Место |
| - | ------- | ----------- | ------------------- | ---------------- | ----- |
| 1 | 2017/18 | 9 дек 2017  | Санкт-Мориц         | Супергигант      | 1     |
| 2 | 2021/22 | 29 янв 2022 | Гармиш-Партенкирхен | Скоростной спуск | 2     |
| 3 | 2023/24 | 16 дек 2023 | Валь-д’Изер         | Скоростной спуск | 1     |
| 4 | 2023/24 | 16 фев 2024 | Кран-Монтана        | Скоростной спуск | 2     |